# 赵士𡸕
赵士（？—1151年），字仰夫，宋太宗五世孙，商王赵元份玄孙，濮王赵允让曾孙，昌王赵宗晟之孙，北海郡王赵仲聘之子。
赵士开始以荫补官，转任太子率府副率。建炎初年，隆祐太后至洪州，金兵奄至，百官走散。赵士𡸕进入一大船中，见二帝画像，背着跑。遇到数百溃兵，同行到山中，众人想要聚集为盗，赵士𡸕把二帝画像拿出来：“盗贼不过是求食为朝夕打算，不如依靠州县供给。士告诉他们的宗亲身份，一定同意。如此，则今日不会饥饿，之后不失赏赐，是一举两得。”众人听命。于是到虔州见太后。
虔州百姓作乱，乡兵在外为应，与官军相持。赵士拜见执政，说应该请太后马上宽赦，人们知道免死，也许可安定；又应该宣告城中，城中安定，则外贼可平，就像服药，心腹已安，外御风湿，只是小事了。赦令既下，城中安定。赵士转任右监门卫大将军、惠州防御使。绍兴二十一年（1151年）卒，赠建宁军承宣使，追封建安郡王。